# Thomas Basila
Thomas Basila (Orléans, 30 april 1999) is een Frans voetballer, die doorgaans speelt als centrale verdediger. Basila speelt momenteel voor FK Žalgiris.

## Clubcarrière
Basila is een jeugdproduct van FC Saint-Jean-le-Blanc en US Orléans. In 2013 stapte hij over naar de jeugdopleiding van FC Nantes. Op 12 april 2019 maakte Basila zijn debuut in de Ligue 1. In de thuiswedstrijd tegen Lyon mocht hij van coach Vahid Halilhodžić de wedstrijd volledig spelen die eindigde op een 2–1 overwinning.

## Clubstatistieken
| Seizoen | Club      | Competitie | Competitie | Competitie | Beker | Beker | Internationaal | Internationaal | Totaal | Totaal |
| Seizoen | Club      | Competitie | Wed.       | Dlp.       | Wed.  | Dlp.  | Wed.           | Dlp.           | Wed.   | Dlp.   |
| ------- | --------- | ---------- | ---------- | ---------- | ----- | ----- | -------------- | -------------- | ------ | ------ |
| 2018/19 | FC Nantes | Ligue 1    | 2          | 0          | 0     | 0     | –              | –              | 2      | 0      |
| 2019/20 | FC Nantes | Ligue 1    | 1          | 0          | 0     | 0     | –              | –              | 1      | 0      |
| Totaal  | Totaal    | Totaal     | 3          | 0          | 0     | 0     | 0              | 0              | 3      | 0      |

Bijgewerkt op 28 oktober 2019.

## Interlandcarrière
Basila is een Frans jeugdinternational.